# 东泉乡
东泉乡，是中华人民共和国甘肃省定西市漳县下辖的一个乡镇级行政单位。

## 行政区划
东泉乡下辖以下地区：
能岸村、新东村、林泉村、胭脂村、直沟村、韩川村、黄河村、本本湾村和土司门村。